# Bank of England Sports Centre
Bank of England Sports Centre er et idrætscenter i Roehampton i det sydvestlige London, Storbritannien. Centret var oprindelig forbeholdt ansatte ved den britiske nationalbank, Bank of England, men siden 1995 har faciliteterne også været tilgængelige for andre end bankens medarbejdere. Det er et af to idrætscentre i det sydvestlige London, som drives af All England Lawn Tennis Club med henblik på at stille gode, billige sportsfaciliteter til rådighed for lokalsamfundet. Centret markedsføres derfor under navnet Wimbledon Qualifying and Community Sports Centre Roehampton.
Idrætscentrets dækker et areal på 13 hektar og dets faciliteter inkluderer bl.a.
- Et fitnesscenter.
- To gymnastiksale.
- En svømmehal med sauna, jacuzzi og dampbad.
- En sportshal til tennis, badminton, netbold, basketball og indendørs fodbold.
- Et snookerrum.
- Tre squashbaner.
- Tre bordtennisborde.
- 22 udendørs tennisbaner, heraf 18 græsbaner og 4 hardcourt-baner.
- 4 græsbaner til fodbold og rugby.
- 2 udendørs netboldbaner med kunststofunderlag, der også kan anvendes til tennis.
- 1 udendørs kunststofbane til fodbold og hockey.

Bank of England Sports Centre er mest kendt for at være vært for Wimbledon-mesterskabernes kvalifikationsturnering.
I 2019 offentliggjorde Bank of England, at den påtænkte at sælge idrætscenteret.